# 熊野町 (板橋區)
熊野町（日语：／ Kumanochō */?）是東京都板橋區的町名，為未設丁目的單獨町名。 
板橋區全域已實施住居表示。

## 地理
位於東京都板橋區最東端。北鄰大山金井町，東接豐島區池袋本町，西南連中丸町。首都高速道路通過町域東部，南邊有國道通過。　

## 歷史
1971年（昭和46年）實施住居表示。

### 地名由來
來自町內的熊野神社。

## 交通

### 鐵道
町內未設車站，可利用以下路線。
- 東武鐵道
  - 東武東上線：大山站（大山町與大山東町）

### 巴士
- 國際興業巴士（日语：国際興業バス）　※省略出入庫的區間運行系統。
  - 中丸町坂上
    - 赤51：行經西丘往赤羽站西口、行經陽光城往池袋站東口
    - 光02：往光丘站、行經陽光城往池袋站東口
    - 池55：往小茂根五丁目、行經陽光城往池袋站東口

  - 熊野町
    - 赤51：行經西丘往赤羽站西口、行經陽光城往池袋站東口
    - 光02：往光丘站、行經陽光城往池袋站東口
    - 池55：往小茂根五丁目、行經陽光城往池袋站東口
    - 池20：往池袋站西口、往高島平操車場
    - 池21：往池袋站西口、行經舟渡町往高島平站
    - 池02：池袋站西口發車熊野町循環
    - 池04：池袋站西口發車中丸町循環（僅平日6班車）

### 道路
- 國道254號（川越街道）
- 東京都道317號環狀六號線（山手通）
- 熊野町JCT（首都高速5号池袋線，首都高速中央環狀新宿線）

## 備註
1. ↑  住民基本台帳による町丁目別世帯数及び人口表-東京都板橋区
2. ↑  板橋区教育委員会『いたばしの地名』，1995年3月，P127。